# Пепперштейн, Павел Витальевич
Па́вел Витальевич Пепперште́йн (фамилия при рождении Пивова́ров; род. 29 мая 1966, Москва) — русский писатель, художник, теоретик современного искусства, один из основателей арт-группы «Инспекция „Медицинская герменевтика“».

## Биография
Родился в семье художника, одного из основоположников московского концептуализма Виктора Дмитриевича Пивоварова и поэтессы, детской писательницы и книжного иллюстратора Ирины Михайловны Пивоваровой.
В 1985—1987 годах учился в Пражской академии изобразительных искусств.

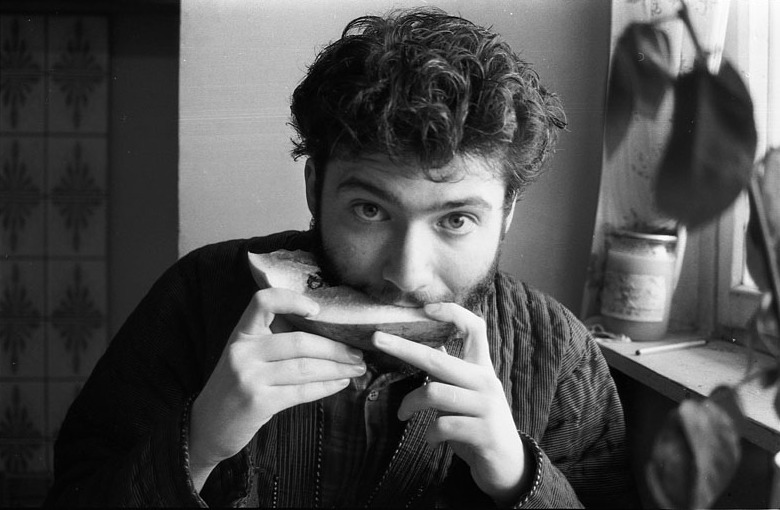
Павел Пепперштейн в 1990 году

В 1987 году совместно с Юрием Лейдерманом и Сергеем Ануфриевым основал художественную группу «Инспекция „Медицинская герменевтика“», возникновение которой стало новой фазой развития традиции московского концептуализма. Группа официально просуществовала до 2001 года.
В 1990-е годы развивал принципы придуманного им направления «психоделический реализм», в котором традиционные (классические) формы реалистического искусства (без каких-либо заметных сюрреалистических или иных смещений) используются для наполнения их галлюцинаторным содержанием (практически невидимым для непосвященного зрителя). Пепперштейн диалектически соединяет аналитическую, визуальную и литературную практики, где психоделика становится способом интерпретации современной культуры, а приоритет отдан её бессознательным, «изнаночным» процессам.

## Происхождение псевдонима
Псевдоним «Пепперштейн» придумал себе в отроческом возрасте, когда прочитал «Волшебную гору» Томаса Манна. В этом одновременно реалистическом и неомифологическом романе фигурирует некий персонаж Питер Пеперкорн, произносящий пространные речи под грохот водопада. Скорее всего, в этом персонаже Павел опознал концептуалиста, появившегося задолго до рождения самого концептуализма. А абсурдистское действо Пеперкорна, похожее на перформанс, вероятно, позднее привело Павла к изобретению термина «пустотный канон». Изменив «корн» на «штейн» (по-немецки «зерно» и «камень»), а в «пепер» удвоив «п» (получился «пеппер» — «перец»), юноша вывел Пепперштейна. Он объясняет это тем, что посредством такого двусмысленного самоназвания хотел противостоять бытовавшему тогда антисемитизму (так же, как в свое время писатель-диссидент Андрей Синявский взял себе псевдоним Абрам Терц).

### Романы
- Ануфриев С. А., Пепперштейн П. В. Мифогенная любовь каст. — Москва: Ad Marginem, 1999. — Т. 1. — 480 с. — ISBN 5-93321-033-1.
- Пепперштейн П. В. Мифогенная любовь каст. — Москва: Ad Marginem, 2002. — Т. 2. — 544 с. — ISBN 5-93321-042-0.
- Пепперштейн П. В. Странствие по таборам и монастырям. — Москва: Носорог, 2019. — 320 с. — 2000 экз. — ISBN 978-5-6041497-2-0.
- Пепперштейн П. В. Эксгибиционист. — Москва: Garage, 2020. — ISBN 9785990971745.
- Пепперштейн П. В. Бархатная кибитка. — Москва: Альпина. Проза, 2023. — ISBN 978-5-00139-671-0.

### Повести
- Пепперштейн П. В. Свастика и Пентагон. — Москва: Ad Marginem, 2006. — 190 с. — ISBN 5-91103-003-9.
- Пепперштейн П. В. Пражская ночь. — Санкт-Петербург; Москва: Амфора; Ad Marginem, 2011. — 208 с. — ISBN 978-5-367-02089-2. — ISBN 978-5-91103-091-9.

### Сборники рассказов
- Пепперштейн П. В. Диета старика (тексты 1982–1997 годов). — Москва: Ad Marginem, 1998.
- Пепперштейн П. В. Военные рассказы. — Москва: Ad Marginem, 2006. — 286 с. — ISBN 5-91103-001-2.
- Пепперштейн П. В. Весна. — Москва: Ad Marginem, 2010. — 480 с. — ISBN 978-5-91103-072-8.
- Пепперштейн П. В. Эпоха аттракционов. — Москва: Garage, 2017. — 318 с. — ISBN 978-5-9909716-4-6.
- Пепперштейн П. В. Предатель ада. — Москва: Новое литературное обозрение, 2018. — 312 с. — ISBN 978-5-4448-0702-6.
- Пепперштейн П. В. Тайна нашего времени. — Москва: Garage, 2018. — 284 с. — ISBN 978-5-9909718-6-8.
- Пепперштейн П. В. Пытаясь проснуться. — Individuum. — Москва: Garage, 2022. — ISBN 978-5-6047190-2-2.

### Сборники стихотворений
- Пепперштейн П. В. «Великое поражение» и «Великий отдых». — Москва: Obscuri viri, 1993. — 175 с.

### Сборники эссе
- Мазин В. А., Пепперштейн П. В. Кабинет глубоких переживаний. — Санкт-Петербург: Инапресс, 2000. — 144 с. — ISBN 5-87135-118-2.
- Мазин В. А., Пепперштейн П. В. Толкование сновидений. — Москва: Новое литературное обозрение, 2005. — 712 с. — ISBN 5-86793-381-4.
- Пепперштейн П. В. Цветущие поля. В двух томах. — Москва: Garage, 2020. — ISBN 9785604123287.

## Выставки

### Персональные
- 1995 — «Проект N3 и сны Фрейда» (совместно с Андреем Монастырским). Галерея Pastzi-Bott. Кёльн, Германия.
- 1995 — «Игра в теннис» (совместно с Ильей Кабаковым). Art Gallery of Ontario. Торонто, Канада.
- 1996 — «Игра в теннис» (совместно с Ильей Кабаковым). Pori Art Museum. Пори, Финляндия.
- 1997 — «Портрет пожилого мужчины». Государственный Русский музей. Санкт-Петербург, Россия.
- 1998 — «Бинокли и Монокли. Жизнь и творчество». Kunsthaus. Цуг, Швейцария.
- 1998 — «Сладкая тьма». Галерея Obscuri Viri. Москва, Россия.
- 1999 — «Отец и сын» (совместно с Виктором Пивоваровым). Kunsthaus. Цуг, Швейцария.
- 2000 — «Вон из лабиринта» (совместно с Гринманом). Музей Израиля. Иерусалим, Израиль.
- 2000 — «Русский роман 2000». Галерея Риджина. Москва, Россия.
- 2000 — «Моисей» (совместно с группой «Россия»). Kunsthaus. Цуг, Швейцария.
- 2000 — «Вещи в ландшафте» (совместно с Виктором Пивоваровым).Obscuri Viri. Москва, Россия.
- 2000 — «Как встретить ангела?» (совместно с Ильёй Кабаковым). Галерея Sprovieri. Лондон, Великобритания.
- 2000 — «Два Ангела» (совместно с Виктором Пивоваровым). Karmelienkloster. Грац, Австрия.
- 2000 — «Два агента» (совместно с Виктором Пивоваровым). Kulturzentrum bei den Minoriten. Грац, Австрия.
- 2001 — «Девушка и туннель». Галерея Kaufmann. Цюрих, Швейцария.
- 2001 — «Выставка одной беседы» (совместно с Ильёй Кабаковым и Борисом Гройсом). Kunsthaus Zug. Цуг, Швейцария.
- 2002 — «Боги и Монстры». Neuer Aachener Kunstverein. Аахен, Германия.
- 2002 — «Америка». Галерея Ursula Walbrol. Дюссельдорф, Германия.
- 2002 — «Рисунки». Larivier. Париж, Франция.
- 2002 — «Мечты и музей». Kunsthaus Zug. Цуг, Швейцария.
- 2003 — «Битвы». Галерея Риджина. Москва, Россия.
- 2003 — «Политические галлюцинации». Галерея Kamm. Берлин, Германия.
- 2004 — «Гипноз». Галерея Риджина. Москва, Россия.
- 2004 — «Флаги и Цветы». Sutton Lane. Лондон, Великобритания.
- 2004 — «Гипноз». Галерея Spovieri. Лондон, Великобритания.
- 2004 — «Гипноз». Галерея Kaufmann. Цюрих, Швейцария.
- 2004 — «Глаза». Галерея Kamm. Берлин, Германия.
- 2005 — «Европа». Галерея Ursula Walbrol. Дюссельдорф, Германия.
- 2005 — «Ездоки». Министерство Культуры. Дюссельдорф, Германия.
- 2005 — «Ездоки». Sutton Lane. Лондон, Англия.
- 2006 — «Пейзажи будущего». Галерея Кamm. Берлин, Германия.
- 2006 — «Рисунки». Музей изобразительных искусств. Базель, Швейцария.
- 2006 — «Пентагон». Галерея Риджина. Москва, Россия.
- 2006 — «Рисунки». Галерея Artplay. Москва, Россия.
- 2007 — «Город Россия». Галерея Риджина. Москва, Россия.
- 2007 — «Альбомы». Галерея Риджина. Москва, Россия.
- 2007 — «Рембрандт». Галерея Дмитрия Семёнова. Санкт-Петербург, Россия.
- 2007 — «Пейзажи будущего». The Contempoary Art Gallery. Ванкувер, Канада.
- 2007 — «Говорящие животные». Галерея Kaufmann. Цюрих, Швейцария.
- 2008 — «ИЛИ-ИЛИ. Нацсупрематизм — проект нового репрезентативного стиля России». Галерея Риджина. Москва, Россия.
- 2009 — «EITHER — OR. National Suprematism as the Project of a New Representative Style for Russia». Галерея Kewenig. Кёльн, Германия.
- 2010 — «From Mordor With Love». Галерея Риджина. Лондон, Великобритания.
- 2010 — «Весна». Artberloga Gallery. Москва, Россия.
- 2010 — «ИЗ МОРДОРА С ЛЮБОВЬЮ».  Галерея Риджина. Москва, Россия.[4]
- 2011 — «Landscapes of the Future». Kewenig Galerie. Кёльн, Германия.
- 2012 — «Павел Пепперштейн», Monica De Cardenas, Милан.
- 2012 — «Text — Bild — Konzepte» (совместно с Виктором Пивоваровым), Kunstverein Rosenheim, Розенхайм.
- 2012 — «Офелия» (совместно с Виктором Пивоваровым). Галерея Риджина. Лондон, Великобритания.
- 2013 — «Studies of American Suprematism», Galerie Kamm, Берлин.
- 2014 — «Святая политика», Галерея Риджина, Москва.
- 2015 — «The cold center of the sun», Musée d’art moderne et contemporain de Saint-Étienne, Франция.
- 2015 — «Будущее, влюбленное в прошлое». Мультимедиа Арт Музей. Москва, Россия.[5]
- 2016 — «Охотники за мраморными головами. Археология будущего». Музей Академии художеств, Отдел слепков. Санкт-Петербург, Россия.
- 2016 — «Охотники за мраморными головами. Археология будущего». VLADEY Space. Москва, Россия.
- 2016 — «Чудеса в болоте». Галерея Риджина. Москва, Россия.
- 2017 — «Воскрешение Пабло Пикассо в 3111 году». VLADEY Space. Москва, Россия.
- 2017 — «29th The Art Show. The Art Dealers Association of America. The secret drawings of Jacqueline Kennedy». Julie Saul Gallery. Нью-Йорк, США.
- 2018 — «Пражские сказки. Louis Vuitton Tavel Book.». Мультимедиа Арт музей. Москва, Россия[6][7]
- 2019 — «Человек как рамка для ландшафта.». Музей современного искусства «Гараж». Москва, Россия[8]
- 2021 — «Лесная коммерческая поэзия». Iragui Gallery. Москва, Россия[9]
- 2022 — «Победа над будущим». Мультимедиа Арт музей. Москва, Россия
- 2024 — «Ужины». VLADEY на Неглинной. Москва, Россия[10]
- 2024 — «Алиса в Стране чудес и в Зазеркалье». Мультимедиа Арт музей. Москва, Россия[11]
- 2025  — «Я могу нарисовать рыбака». VLADEY Space. Москва, Россия[12]

### Групповые
- 1991 — «MANI-Museum: 40 Moskauer Künstler im Frankfu».
- 1992 — «Апология застенчивости или искусство из первых рук». Галерея Риджина. Москва, Россия[13]
- 1993 — «Adresse Provisoire Pour l’Art Contemporain Russe». Musée de La Poste. Париж, Франция.
- 1994 — 2-я Биеннале современного искусства в Цетине. Художник и власть. Цетине, Черногория.
- 1995 — «Aus Moskau…, Aus Moskau». Badischer Kunstverein. Карлсруэ, Германия.
- 2001 — «Projekt Sammlung (4). Die Ausstellung eines Gesprächs» (совместно с Ильёй Кабаковым и Борисом Гройсом). Kunsthaus Zug. Цуг, Швейцария.
- 2003 — «Berlin-Moskau/Moskau-Berlin.1950-2000». Martin-Gropius-Bau. Берлин, Германия.
- 2004 — 26-я Биеннале в Сан-Пауло. Приглашенный художник. Павильон Ciccillio Matarazzo. Сан-Пауло, Бразилия.
- 2005-2006 — «RUSSIA! Solomon R.» Guggenheim Museum. Нью Йорк, США.
- 2006 — «Смысл жизни — смысл искусства». Государственный Русский музей. Мраморный дворец. Санкт-Петербург, Россия.
- 2007 — 2-я Московская биеннале современного искусства. Специальный проект. Мыслящий реализм. Государственная Третьяковская Галерея. Москва, Россия.
- 2009 — 53-я Венецианская биеннале. Русский павильон. Victory over the Future. Giardini. Венеция, Италия.
- 2010 — «Counterpoint, Contemporary Russian Art — From the Icon to the Avant-Garde by way of the Museum». Лувр. Париж, Франция.
- 2010 — «Мутирующие утопии — В рамках Года Россия-Франция-2010». Пассаж де Рец, Париж, Франция.
- 2010 — «Весна» Иван Разумов — Павел Пепперштейн. Галерея Риджина. Москва, Россия[14]
- 2010 — «Записки сумасшедшего» Галерея Риджина. Москва, Россия[15]
- 2011 — 54-я Венецианская биеннале. Параллельная программа. Modernikon: Contemporary Art from Russia. Casa dei Tre Oci. Венеция, Италия.
- 2012 — «Офелия» Виктор Пивоваров — Павел Пепперштейн.  Галерея Риджина. Москва, Россия[16]
- 2012 — «Инспекция «Медицинская Герменевтика»» — «Труба или Аллея долголетия»  Галерея Риджина. Москва, Россия[17]
- 2013 — «Команда, без которой мне не жить» Галерея Риджина. Москва, Россия[18]
- 2013 — 7-я Гётеборгская биеннале современного искусства. Play! Recapturing the Radical Imagination. Röda Sten Konsthall. Гётеборг, Швеция.
- 2014 — Европейская биеннале современного искусства Manifesta 10. Государственный Эрмитаж. Санкт-Петербург, Россия.
- 2014 — «Современники будущего. Еврейские художники в русском авангарде. 1910—1980». Еврейский музей и центр толерантности. Москва, Россия.
- 2014 — «Незначительные изменения». Galerie Krinzinger. Вена, Австрия.[19]
- 2015 — «Pessimism of the Intellect and the Optimism of the Will». State Museum of Contemporary Art. Салоники, Греция.
- 2016 — «Museum (Science) Fictions». Centre Pompidou. Париж, Франция.
- 2016 — «Kollektsia! Art contemporain en URSS et en Russie. 1950—2000». Centre Pompidou. Париж, Франция.
- 2016 — «Tutti Frutti» Галерея Риджина. Москва, Россия[20]
- 2017 — Триеннале российского современного искусства. Музей современного искусства «Гараж». Москва, Россия.
- 2017 — «LOVE». VLADEY Space. Москва, Россия[21].
- 2017 — «Триеннале российского современного искусства. Музей современного искусства Гараж. Москва, Россия[22]
- 2017 — «Предаукционная выставка VLADEY ЗДЕСЬ ВАМ НЕ МОСКВА.» VLADEY Space. Москва, Россия[23]
- 2018 — «Mad House». Мультимедиа Арт музей. Москва, Россия[24]
- 2018 — «Новые лозунги». HSE Art Gallery. Москва, Россия[25]
- 2020 — «ЧА ЩА. Выставка в лесах». Jart Gallery совместно с ПИРогово. Московская область, Россия[26]
- 2021 — «Искусство из первых рук Взгляд коллекционера: сверху вниз» Галерея Риджина. Москва, Россия[27]
- 2021 — «Уют и разум. Фрагменты художественной жизни Москвы 90-х». Музей Москвы. Москва, Россия[28]
- 2021 — «Уроборос». Галерея JART. Москва, Россия [29]
- 2021 — «Тень души, но заостренней чуть». Мультимедиа Арт Музей. Москва, Россия [30]
- 2021 — «И досадно мне стало, что у меня не было и не будет времени заняться искусством. Образы Ленина из коллекции Игоря Суханова». Музей современного искусства АРТ4. Москва, Россия [31]
- 2021 — «Видения звезд (совместно с Соней Стереостырски)». Фонд культуры Екатерина соместно с OVCHARENKO. Москва, Россия.[32]
- 2023 — «Здравствуйте!» Галерея Риджина. Москва, Россия[33]
- 2025 — «Big in Russia» Винзавод. Москва, Россия[34]

## Признание
- 2006 — номинация на премию «Национальный бестселлер» за роман «Мифогенная любовь каст» (совместно с Сергеем Ануфриевым).
- 2007 — Премия журнала GQ в номинации «Лучший писатель года».
- 2009 — финалист Премии Кандинского в номинации «Проект года» за проект «Город Россия» (галерея «Риджина»).
- 2014 — лауреат Премии Кандинского в номинации «Проект года» за проект «Святая политика».
- 2018 — лауреат Премии Андрей Белого в номинации «Проза» за произведения «Предатель ада» и «Эпоха аттракционов».
- 2019 — номинат литературной премии имени Александра Пятигорского за книгу «Эпоха аттракционов»